# Traitement des eaux usées agricoles
 (juillet 2025).
Le contenu est difficilement compréhensible vu les erreurs de traduction, qui sont peut-être dues à l'utilisation d'un logiciel de traduction automatique.

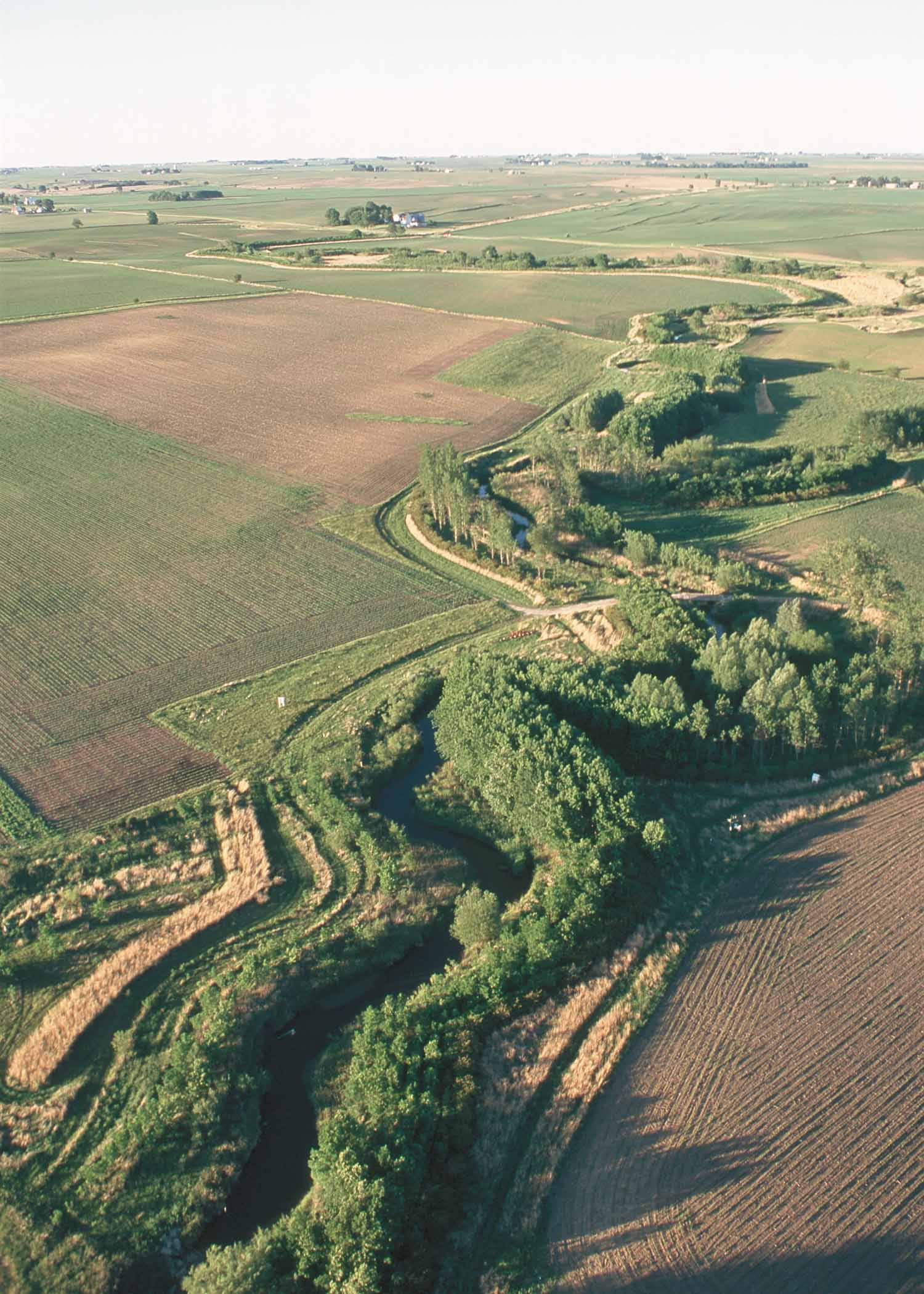
Zone riparienne tampon bordant un ruisseau dans l'Iowa.

Le traitement des eaux usées agricoles est un programme de gestion agricole visant à contrôler la pollution provenant des eaux de ruissellement pouvant être contaminées par des produits chimiques par les engrais, pesticides, lisiers, résidus de cultures ou l’eau d’irrigation.

## Pollution de source non ponctuelle
La pollution de source non ponctuelle provenant des fermes est causée par le ruissellement de surface des champs pendant les tempêtes de pluie. Le ruissellement agricole est une source majeure de pollution, parfois la seule source, dans de nombreux bassins versants.

### Ruissellement des sédiments

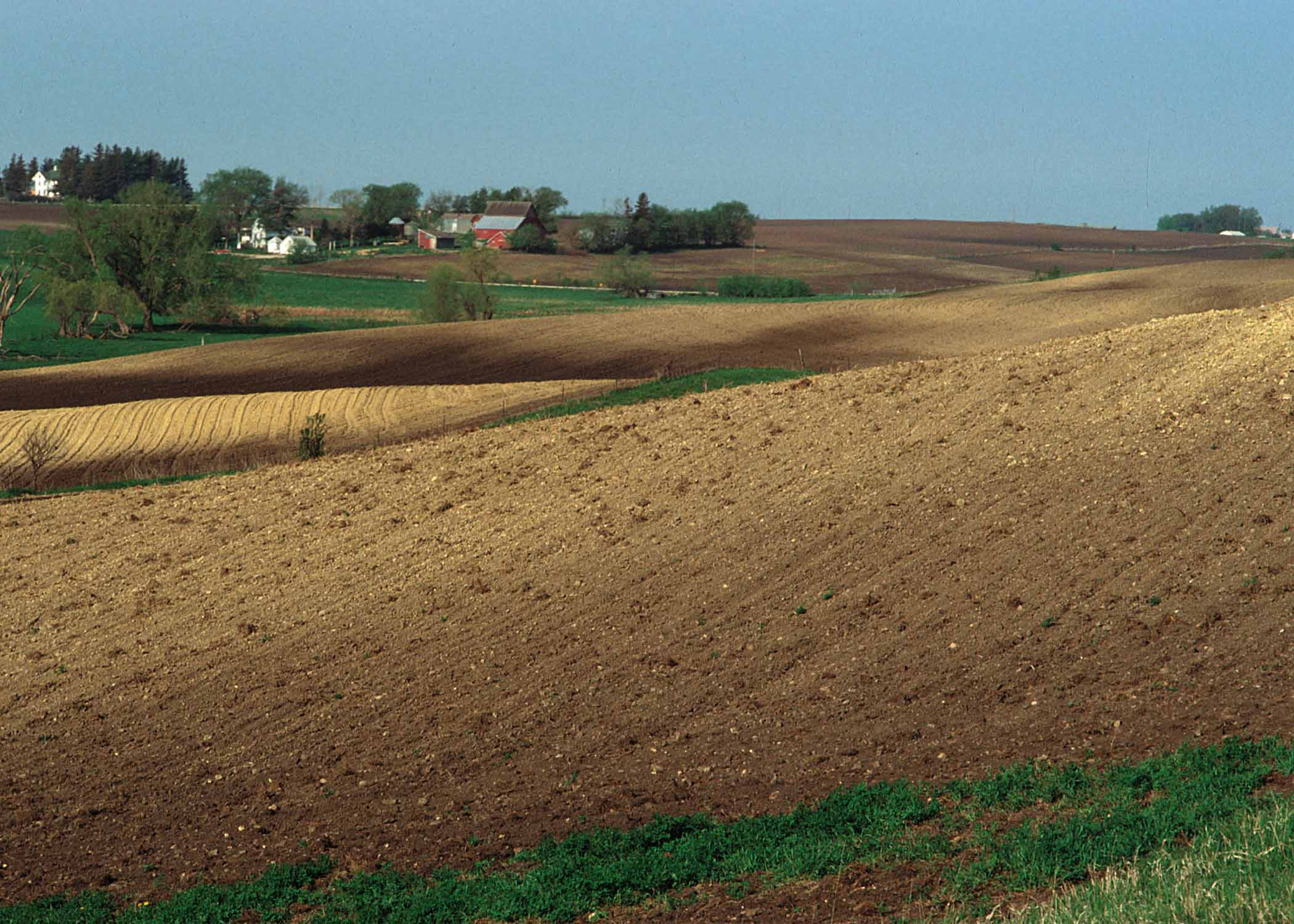
Sols hautement érodables dans une ferme de l'Iowa.

Le sol lavé des champs est la principale source de pollution agricole aux États-Unis. L'excès de sédiments entraîne des niveaux élevés de turbidité dans les plans d'eau, ce qui peut inhiber la croissance des plantes aquatiques, obstruer les branchies des poissons et étouffer les larves d'animaux.
Les agriculteurs peuvent utiliser des moyens de lutte contre l'érosion pour réduire les écoulements et retenir les sols sur leurs champs. Les techniques courantes incluent :
- Culture en courbes de niveau[2];
- paillis[3];
- rotation culturale;
- plantation de cultures vivaces;
- installation de zones ripariennes tampon[4].

### Ruissellement des nutriments

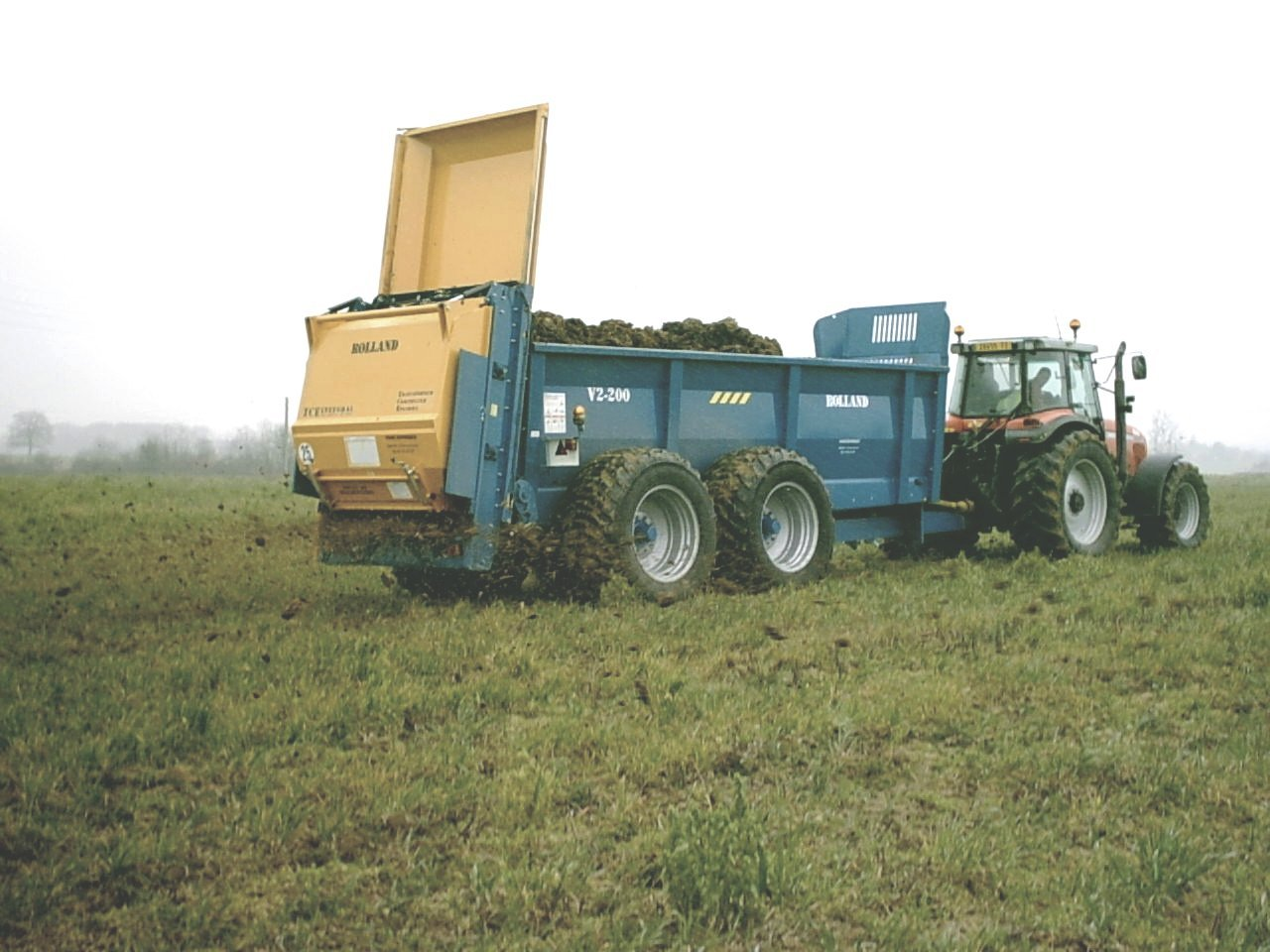
Épandeur de fumier.

L'azote et le phosphore sont des polluants clés présents dans les eaux de ruissellement. Ils sont appliqués sur les terres agricoles de plusieurs manières, notamment sous forme d'engrais commerciaux, de fumier ou d'eaux usées municipales ou industrielles (effluents). Ces produits chimiques peuvent également pénétrer dans les eaux de ruissellement provenant des résidus de cultures, de l'eau d'irrigation, de la faune et des dépôts atmosphériques.:p. 2–9.
Les agriculteurs peuvent élaborer et mettre en œuvre des plans de gestion des éléments nutritifs afin d'atténuer les impacts sur la qualité de l'eau en:
- cartographie et documentation des champs, types de cultures, types de sol, plans d'eau
- élaborer des projections réalistes du rendement des cultures
- réaliser des analyses de sol et des analyses d'éléments nutritifs des engrais et / ou des boues appliqués
- identifier d'autres sources de nutriments importantes (par exemple, l'eau d'irrigation)
- évaluer les caractéristiques significatives du terrain telles que les sols hautement érodables, les drains souterrains et les aquifères peu profonds
- appliquer des engrais, du fumier et/ou des boues sur la base d'objectifs de rendement réalistes et en utilisant des techniques agricoles de précision:pp. 4-37–4-38[5].

### Pesticides

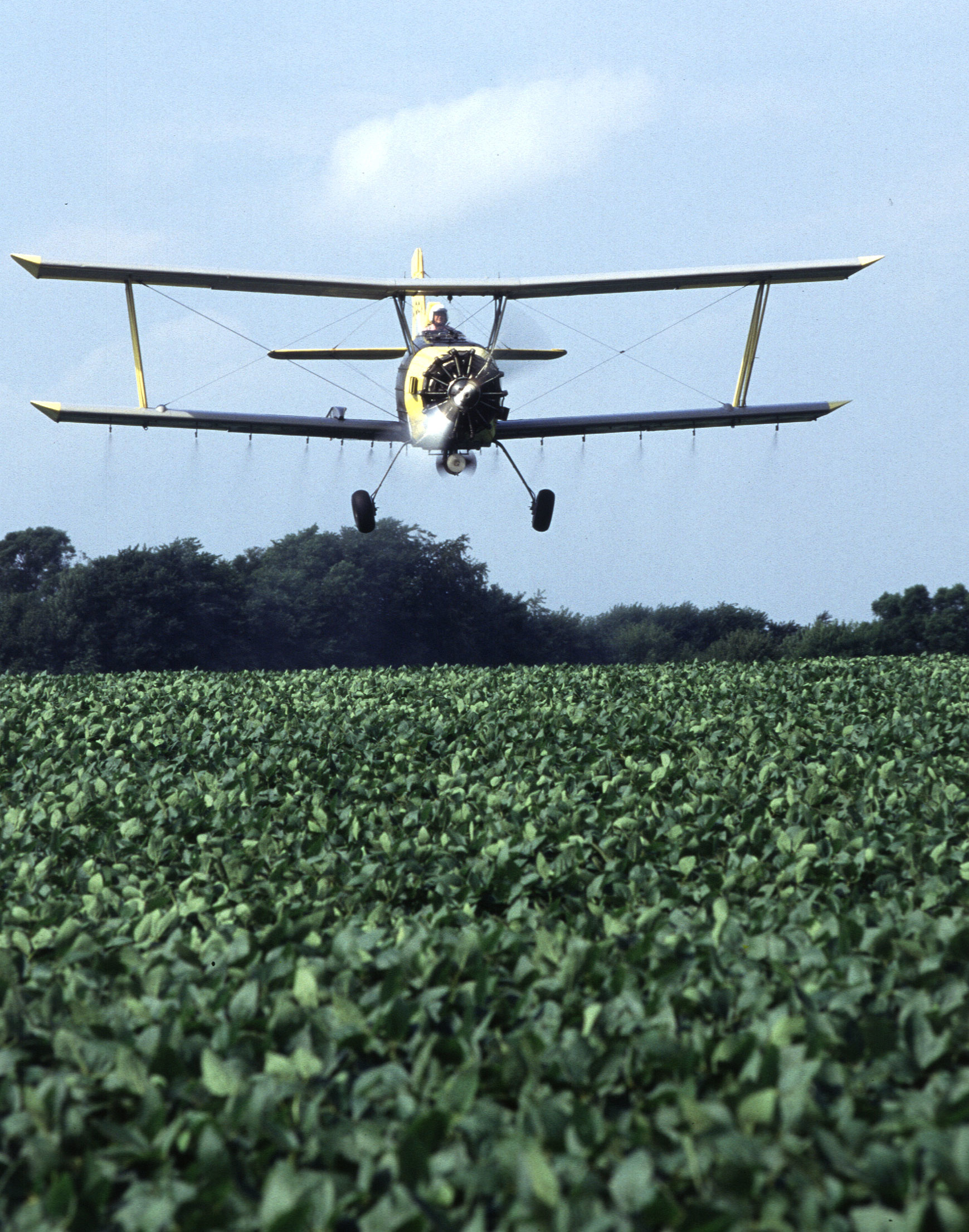
Application aérienne (époussetage) de pesticides sur un champ de soja aux États-Unis.

Les agriculteurs utilisent largement les pesticides pour lutter contre les phytoravageurs et améliorer la production, mais les pesticides chimiques peuvent également causer des problèmes de qualité de l'eau. Les pesticides peuvent apparaître dans les eaux de surface en raison de:
- application directe (par exemple pulvérisation ou diffusion aérienne sur des plans d'eau)
- ruissellement pendant les tempêtes de pluie
- dérive aérienne (des champs adjacents).:p.2–22.

Certains pesticides ont également été détectés dans les eaux souterraines:p.2–24.
Les agriculteurs peuvent utiliser des techniques de lutte intégrée (Integrated Pest Management - IPM) contre les ravageurs (qui peuvent inclure la lutte biologique contre les ravageurs) pour garder le contrôle des ravageurs, réduire la dépendance aux pesticides chimiques et protéger la qualité de l'eau,.
Il y a peu de moyens sûrs d'éliminer les excédents de pesticides autrement que par le confinement dans des décharges bien gérées ou par incinération. Dans certaines régions du monde, la pulvérisation à terre est une méthode d'élimination autorisée,[réf. nécessaire].

## Pollution ponctuelle
Les exploitations ayant d'importantes exploitations d'élevage et de volaille, telles que les fermes industrielles, peuvent constituer une source majeure d'eaux usées de source ponctuelle. Aux États-Unis, ces installations sont appelées concentrated animal feeding operations  (opérations d'alimentation animale concentrées) ou confined animal feeding operations (opérations d'alimentation animale confinées) et sont soumises à une réglementation gouvernementale croissante.
Les bactéries résistantes aux antibiotiques ont été trouvées infiltrant le cycle de l'eau depuis les fermes. 73 % de tous les antibiotiques utilisés dans le monde entier le sont dans l'élevage d'animaux. Ainsi, un sujet d'étude concerne les installations de traitement des eaux usées qui peuvent transférer aux humains des bactéries résistantes aux antibiotiques,,.

### Déchets animaux

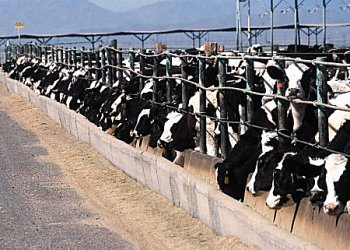
Opération d'alimentation des animaux confinés aux États-Unis<

Les constituants des eaux usées animales contiennent généralement,:
- Forte teneur en matière organique - beaucoup plus forte que les eaux usées humaines;
- concentration élevée en solides;
- teneur élevée en nitrate et en phosphore;
- antibiotiques;
- hormones synthétiques;
- souvent des concentrations élevées de parasites et de leurs œufs;
- spores de Cryptosporidium (un protozoaire) résistant aux processus de traitement de l'eau potable;
- spores de Giardia;
- bactéries pathogènes humaines telles que Brucella et Salmonella.

Les déchets animaux provenant du bétail peuvent être produits sous forme de fumier solide ou semi-solide ou sous forme de lisier liquide. La production de lisier est particulièrement courante chez les vaches laitières hébergées.
Traitement
Alors que les tas de fumier solides à l'extérieur peuvent engendrer des eaux usées polluantes provenant du ruissellement, ce type de déchets est généralement relativement facile à traiter par confinement et/ou recouvrement du tas.
Les boues animales nécessitent une manipulation particulière et sont généralement traitées par confinement dans les lagunes avant d'être éliminées par pulvérisation ou par ruissellement dans les prairies. Les zones humides construites (lagunage) sont parfois utilisées pour faciliter le traitement des déchets animaux, tout comme les lagunes anaérobies. Une application excessive ou une application sur une terre détrempée ou une superficie insuffisante peut entraîner un ruissellement direct vers les cours d'eau, ce qui peut entraîner une grave pollution. L'application de lisier sur les aquifères sous-jacents peut entraîner une contamination directe ou, plus communément, une élévation des niveaux d'azote sous forme de nitrite ou de nitrate.
L'élimination des eaux usées contenant des déchets animaux en amont d'une prise d'eau potable peut poser de sérieux problèmes de santé à ceux qui boivent l'eau en raison des spores hautement résistantes présentes chez de nombreux animaux susceptibles de provoquer une maladie invalidante chez l'homme. Ce risque existe même pour les infiltrations de très faible niveau via les drains de surface peu profonds ou les écoulements de pluie.
Certains boues animales sont traitées en mélangeant avec des pailles et compostées à haute température pour produire un fumier bactériologiquement stérile et friable destiné à améliorer le sol.

### Déchets des porcheries

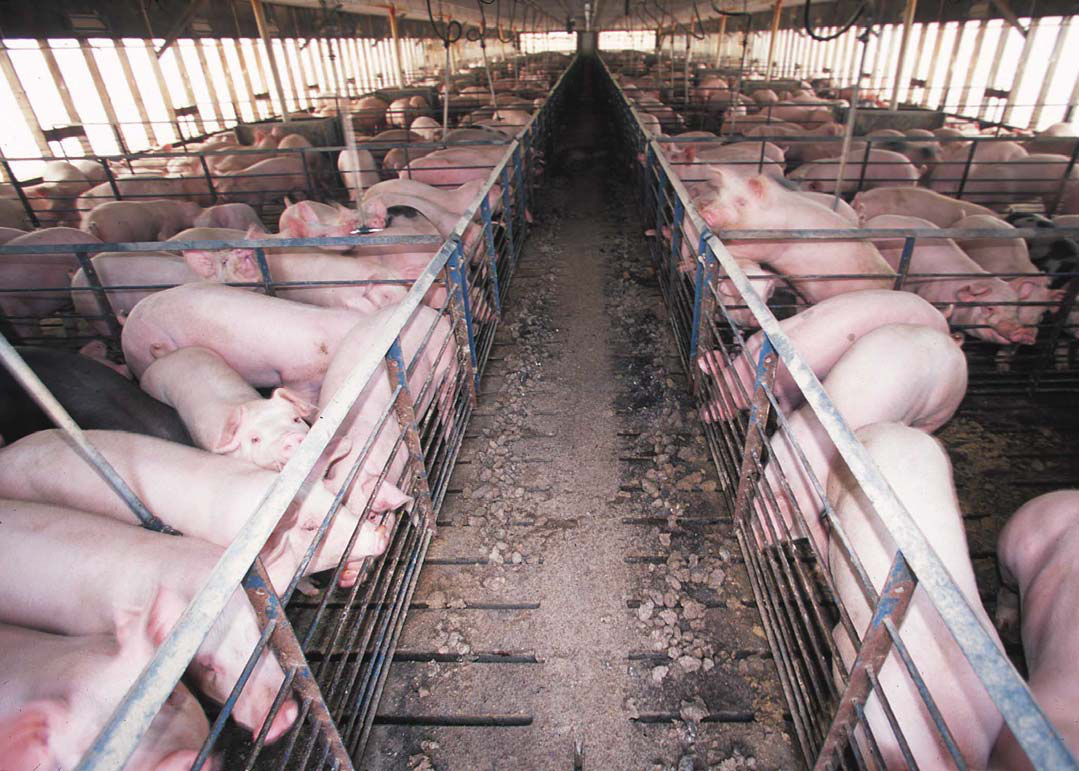
Étable de confinement de porc ou porcherie<

Les déchets de porcheries sont comparables aux autres déchets animaux et sont traités comme pour les déchets animaux en général, sauf que de nombreux déchets de porcherie contiennent des niveaux élevés de cuivre pouvant être toxiques dans l'environnement naturel. La fraction liquide des déchets est fréquemment séparée et réutilisée dans la porcherie pour éviter les coûts prohibitifs liés à l'élimination d'un liquide riche en cuivre. Les vers ascarides et leurs œufs sont également fréquents dans les déchets de porcherie et peuvent infecter l'homme si le traitement des eaux usées est inefficace.

### Liqueur d'ensilage
L'herbe fraîche ou fanée ou d'autres cultures vertes peuvent être transformées en un produit semi-fermenté appelé ensilage qui peut être stocké et utilisé comme fourrage d'hiver pour le bétail et les moutons. La production d'ensilage implique souvent l'utilisation d'un conditionneur d'acide tel que l'acide sulfurique ou l'acide formique. Le processus de fabrication de l'ensilage produit fréquemment un liquide jaune-brun fortement odorant, très riche en sucres simples, en alcool, en acides organiques à chaîne courte et en conditionneur d'ensilage. Cette liqueur est l'une des substances organiques les plus polluantes connues. Le volume de liqueur d'ensilage produit est généralement proportionnel à la teneur en humidité de la matière ensilée.
Traitement
Il est préférable de traiter la liqueur d'ensilage par la prévention en flétrissant bien les cultures avant la fabrication de l'ensilage. Toute liqueur d'ensilage produite peut être utilisée dans la nourriture des porcs. Le traitement le plus efficace se fait par confinement dans une lagune de lisier et par épandage subséquent sur terre après une dilution importante avec la boue. Le confinement de la liqueur d'ensilage peut causer des problèmes de structure dans les fosses de béton en raison de la nature acide de la liqueur d'ensilage.

### Déchets de traite (eaux blanches de laiterie)
Bien que le lait soit un produit alimentaire important, sa présence dans les eaux usées est très polluante en raison de sa force organique, ce qui peut entraîner une désoxygénation très rapide des eaux réceptrices. Les déchets de salle de traite contiennent également de grandes quantités d’eau de lavage, des déchets animaux ainsi que des produits chimiques de nettoyage et de désinfection.
Traitement
Les déchets de la salle de traite sont souvent traités, mélangés avec des eaux usées humaines dans une station d'épuration locale. Cela garantit que les désinfectants et les agents de nettoyage sont suffisamment dilués et peuvent être traités. Le traitement des eaux usées dans une lagune de lisier est une option possible, même si cette solution a tendance à consommer très rapidement la capacité des lagunes. L'épandage est également une option de traitement. Voir aussi Traitement des eaux usées industrielles.

### Déchets d'abattoirs
Les eaux usées provenant des activités d'abattage sont similaires aux déchets des salles de traite (voir ci-dessus), bien que leur composition organique soit considérablement plus forte et donc potentiellement beaucoup plus polluante.
Traitement
Comme pour les déchets de salle de traite (voir ci-dessus).

### Eau de lavage végétale
Le lavage des légumes produit de grandes quantités d’eau contaminées par des morceaux de terre et de légumes. De faibles niveaux de pesticides utilisés pour traiter les légumes peuvent également être présents, ainsi que des niveaux modérés de désinfectants tels que le chlore.
Traitement
La plupart des eaux de lavage végétales sont largement recyclées, les solides étant éliminés par stabilisation et filtration. La terre récupérée peut être retourné à la terre.

### Eau d'extinction
Bien que peu de fermes prévoient des incendies, les incendies sont néanmoins plus fréquents dans les exploitations que dans de nombreux autres locaux industriels. Les magasins de pesticides, les herbicides, le mazout pour la machinerie agricole et les engrais peuvent tous contribuer à provoquer un incendie et peuvent tous être présents dans des quantités mortelles pour l'environnement dans les eaux d'extinction provenant de la lutte contre les incendies dans les fermes.
Traitement
Tous les plans de gestion environnementale des exploitations agricoles devraient permettre le confinement de quantités importantes d’eau d’incendie et leur récupération et leur élimination ultérieures par des entreprises d’élimination spécialisées. La concentration et le mélange de contaminants dans les eaux d'incendie les rendent inadaptés à toute méthode de traitement disponible dans la ferme. Même l’épandage sur terres a causé de graves problèmes de goût et d’odeur aux entreprises d’approvisionnement en eau en aval.

## Voir également
- Ruissellement
- Pollution de l'eau
- Dark fermentation
- Agriculture durable